# Elinor Wonders Why
Elinor Wonders Why američko-kanadsko je animirana dečja televizijska serija. Za razliku od originalne serije, svaka epizoda traje 11 minuta s dva segmenta.

## Emitovanje
Serija se premijerno emitovala 7. septembra 2020. u Američki na kanalu PBS Kids.

## Uloge i likovi
- Markeda McKay: Elinor
- Wyatt White: Ari
- Maria Nash: Olive
- Lisette St. Louis: Ranger Rabbit
- Colin Doyle: Mr. Rabbit
- Shoshana Sperling: Mrs. Mole
- Ana Sani: Olive's Mom
- Juan Chioran: Senor Tapir
- Dan Darin-Zanco: Mr. Raccoon
- Eric Khou: Rollie
- Nicole Stamp: Ms. Llama
- Paul Bates: Mr. Dog
- Leo Orgil: Tito Mouse
- Raoul Bhaneja - Mr. Bat
- Kevin Dennis: Mr. Lion
- Ian Ho: Koa
- Norah Adams: Camilla
- Abigail Oliver i Grace Oliver: Mary i Lizzie Goat
- Sergio Di Zio: Alejandro Possum
- Callum Shoniker: Silas
- George Buza: Linda Kash - Baba i Bibi
- Ron Pardo: Deputy Mouse
- Diane Saleme: Ms. Beaver
- Ellen Dublin: Farmer Bear
- Shoshana Sperling: Ms. Bat
- Cliff Saunders: Mr. Hamster
- Simon Pirso: Siggy
- Elana Dunkelman: Lola
- Mike Petersen: Mr. Beaver
- Derek McGrath: Mr. Hippo
- Eddie Glen: Mr. Antelope

## Spoljašnje veze
- Elinor Wonders Why na sajtu  (jezik: engleski)